# Струна, Альяж
Альяж Струна (словен. Aljaž Struna; род. 4 августа 1990, Пиран, СР Словения, СФРЮ) — словенский футболист, защитник клуба «Триестина». Выступал за сборную Словении.
У Альяжа есть старший брат — Андраж, который также является профессиональным футболистом.

## Клубная карьера
Струна — воспитанник клуба «Копер». 1 августа 2009 года в матче против «Интерблока» он чемпионате Словении. 2 апреля 2010 года в поединке против «Марибора» Альяж забил свой первый гол за «Копер». В своём дебютном сезоне он стал чемпионом страны и завоевал Суперкубок Словении. Летом 2012 года Струна перешёл в итальянский «Палермо». Для получения игровой практики Альяж сразу был отдан в аренду в «Варезе». 6 октября в матче против «Эмполи» он дебютировал в итальянской Серии B. Летом 2013 года Струна вернулся в «Палермо». 31 августа в матче против «Эмполи» он дебютировал за основной состав. По итогам сезона Струна помог клубу выйти в элиту.
Летом 2014 года Альяж был отдан в аренду в «Карпи». 31 августа в матче против «Ливорно» он дебютировал за новый клуб. 24 декабря в поединке против «Перуджи» Струна забил свой первый гол за Карпи. По итогам сезона он помог команде выйти в элиту.
Летом 2015 года Струна вернулся в «Палермо». 30 августа в матче против «Удинезе» он дебютировал в итальянской Серии A. 20 апреля 2016 года в поединке против «Аталанты» Альяж забил свой первый гол за «Палермо». Сезон 2016/17 он на правах аренды вновь провёл в составе «Карпи».
24 декабря 2018 года Струна перешёл в клуб MLS «Хьюстон Динамо». За американский клуб он дебютировал 19 февраля 2019 года в матче Лиги чемпионов КОНКАКАФ против гватемальской «Гуастатои».
18 января 2021 года Струна с местом иностранного игрока был обменян в «Клёб де Фут Монреаль» на Максимильяно Уррути с пиком второго раунда Супердрафта MLS 2022. За «Монреаль» он дебютировал 17 апреля в матче стартового тура сезона против «Торонто». 26 июня в матче против «Нэшвилла» он забил свой первый гол в MLS. По окончании сезона 2021 «Клёб де Фут Монреаль» не стал продлевать контракт со Струной.

## Международная карьера
23 марта 2016 года в товарищеском матче против сборной Македонии Струна дебютировал за сборную Словении. 6 сентября 2019 года в матче квалификации Евро-2020 против сборной Польши он забил свой первый гол за сборную Словении.

## Достижения
Командные
 «Копер»
- Чемпион Словении: 2009/10
- Обладатель Суперкубка Словении: 2010

 «Клёб де Фут Монреаль»
- Победитель Первенства Канады: 2021